# Hinrich Hormann
Hinrich Hormann (* 28. Juli 1863 in Delmenhorst; † 19. Februar 1920 in Bremen) war ein deutscher Pädagoge und Politiker als Mitglied der Bremischen Bürgerschaft und des Deutschen Reichstages.

## Biografie
Hormann war der Sohn eines Bahnarbeiters. Er besuchte die Volksschule in Delmenhorst und in Woltmershausen. Von 1878 bis 1883 absolvierte er das Bremer Lehrerseminar. 1883 wurde er Hilfslehrer und 1888 Lehrer an der Schule in der Großenstraße im Stephaniviertel in Bremen. Von 1904 bis 1912 war er Schulvorsteher an der Schule in der Birkenstraße. Ab 1912 leitete er die Martinischule und dann die Domschule bis 1919. Seine Wahl zum Schulleiter lehnte er ab.

### Politik
Hormann war politisch ein Liberaler. Er war Begründer des Bürgervereins (Gebietsvereins) Woltmershausen. 1897 wurde er als Vertreter der 4. Klasse zum Mitglied der Bremer Bürgerschaft gewählt. Er war in verschiedenen Deputationen tätig. Ab 1900 war er auch Archivar der Bürgerschaft. Für die Freie Vereinigung liberaler Reichstagswähler wurde er von 1907 bis 1912 für den Reichstagswahlkreis Freie Hansestadt Bremen in den Reichstag gewählt. Er gehörte der Fraktion der linksliberalen Fortschrittlichen Volkspartei (FVP) an. Im Reichstag trat er für die Schifffahrt und unter anderem für den Norddeutschen Lloyd ein.
Nach dem Ersten Weltkrieg wurde er 1919 für die  Deutsche Demokratische Partei (DDP) in die Bremer Nationalversammlung von 1919/20 gewählt.
Ehrungen
Die Hinrich-Hormann-Straße in Bremen-Kattenturm wurde nach ihm benannt.